# Le Quesnoy-en-Artois
Le Quesnoy-en-Artois é uma comuna francesa na região administrativa de Altos da França, no departamento de Pas-de-Calais. Estende-se por uma área de 7,92 km². Em 2010 a comuna tinha 353 habitantes (densidade: 44,6 hab./km²).